# 數碼寶貝列表
数码宝贝（直译通称「数码兽」，直译全称「数码怪兽」）在被称为“数码世界”的计算机网络上的模拟网络空间（Cyberspace）中生息，是一种拥有人工智能的数据生命体（Data Organism）。它们摄取网络上存在的庞大数据，由于生存本能而持续进化和互相竞争，形成了各种各样的属性和等级，模拟存在于现实世界的动植物、机械、人型和突然变异等，呈现出多种多样的种族。
关于各个数码兽的个体存在着原创的基本设定，虽然在动画作品登场之际意图地改变这种情况，另外作为动画作品中的主角，也同样有被全新设计的数码兽，有时因为改変，与原基本设定存在较大差异。这些改变的设定一部分作为动画作品的主题以Mook形式的图鉴等，与原创基本设定一起被刊载出来，与动画作品无关联性的图鉴对比是必要的。
由于设定问题，数码兽的種類難以界定（進化態与模式變化的设定模糊不清），很难正确把握其总数（关于官方数码兽的数量，目前图鉴统计的总数已达1000体以上，且仍在持续增加中）。数码兽角色设计大部分以渡边健史（渡辺けんじ）为中心进行。

## 數碼兽

### 数码蛋
数码蛋（Digitama）是在“数码怪兽”系列中登场的虚构的蛋。一词来源于英语的“Digital”和日语的，是个合成词。数码蛋是孵化出数码兽的蛋，从数码蛋到幼年期前期即数码兽的诞生。数码兽并不存在雌雄之分，因此不能进行繁殖活动，不过成熟期的数码兽在寿终正寝之际可以复制自己的数据，留下数码蛋。数码蛋存在各色种类，各自外观特征和诞生出的幼年期数码兽也不同。

### 数码核
数码核（Digicore），又称为电脑核（Computer Kernel），是一种包含有数码兽最重要数据的核心。如果这个核心被破坏，数码兽通常会被消除，但在这之后有一些数码兽仍可以以灵魂的形式继续存活下去。它同时也是非常强大的能量源，通常每个数码兽都拥有一个。例外情况是四圣兽（青龙兽、白虎兽、玄武兽、朱雀兽）和其统领者黄龙兽，这五个数码兽每个都拥有12个数码核；另一个拥有多个数码核的数码兽是番长狮子兽和暗龙兽合体而成的混沌兽，不同于一般数码兽在合体后数码核也会发生融合，其合体后仍保持着分离的状态；重力兽可以将自己的数码核移出身体并将它放置在某个位置甚至是某个生物身上以便安全保管。某些数码兽的数码核被破坏从而将这些数码核重新称之为“黑暗核心（Dark Core）”。
为了反抗X程序（X Program），个别数码兽通过改变它们的数码核而存活下来。这使得数码兽以一种可以欺骗X程序的形式重生，最终导致一种可以抵抗X程序的X抗体（X-Antibody）被安装到数码核上。

### X抗体
X抗体（X-Antibody）是一种是使数码兽免疫X程序（X Program）的一种疫苗。数码兽接受来自X抗体对数码核（Digicore）影响会产生外貌变化，同时产生了足以对抗X程序的X进化（X-Evolution），实力通常变得比非X抗体同类更加强大。没有X抗体的数码兽也能通过摄入其他拥有X抗体数码兽的数据进行X进化，但是必须持续摄取X抗体，不然X抗体便会消灭。先天携带X抗体的数码兽（多路兽和龙蛇兽等），X抗体不会从体内消灭。

### 古代种
数码世界的时间流逝非常快，现实世界的一年相当于数码世界的数千年、数万年。数码世界诞生初期被称为「古代数码世界时期」，而在这一时期繁荣的数码兽们被称为「古代种」。由于环境的调整和一次汇集太多信息带来的影响，经历了混沌的时期，发生了相位偏移和数据消失，从而导致众多大陆和数码兽消失，也是古代种数码兽灭绝的原因。
现代数码世界现代种约占九成，仅有很好地继承了古代种数据的「后裔」生存着。不过，在现代种数码兽当中也有部分身体残留有古代种遗传基因数据，他们蕴藏着与「后裔」同等的力量。
古代种数码兽与现代种相比潜在能力上更强，感情起伏也更激昂，「改写（Overwrite）」（改写数据的能力）比现代种更粗暴，因此寿命极短。当然进化的幅度也狭窄，很多数码兽无法向成长期、成熟期以上进化。古代种完全体、究极体数码兽更被认为是虚幻的存在。
为了弥补古代种的进化困难，开发出了名为「数码精神（Digimental）」的技术。数码精神主要分为与进化相关的、与技能相关的、附加耐性等特殊力量的。与进化相关的有勇气、友情、爱情、纯真、知识、诚实、希望、光明、温柔、奇迹、命运11种。与技能相关的有20种。黑暗、欲望、根性、自傲等特殊的也被确认有24种。能够使用进化的数码精神的仅限古代种（后裔）和身体残留有古代种遗传基因数据的部分现代种数码兽。
以下表格以D-3数码器育成路线记述了V仔兽等古代种数码兽装甲进化后的装甲体。
| 数码兽 | 数码精神   | 数码精神 | 数码精神 | 数码精神 | 数码精神   | 数码精神 | 数码精神 | 数码精神 | 数码精神 | 数码精神       | 数码精神  |
| 数码兽 | 勇气       | 友情     | 纯真     | 知识     | 爱情       | 诚实     | 希望     | 光明     | 奇迹     | 温柔           | 命运      |
| ------ | ---------- | -------- | -------- | -------- | ---------- | -------- | -------- | -------- | -------- | -------------- | --------- |
| V仔兽  | 烈焰龙兽   | 闪电龙兽 | 夜叉兽   | 蜜蜂兽   | 赛特兽     | 深海兽   | 射手兽   | 石像鬼兽 | 玛格纳兽 | 袋鼠兽         | 黄金V龙兽 |
| 麻鹰兽 | 异龙兽     | 溜冰兽   | 手里剑兽 | 飞蜂兽   | 荷鲁斯兽   | 虎鲸兽   | 驼鹿兽   | 哈比兽   | 孔雀兽   | 大嘴鸟兽       | Ｎ／Ａ    |
| 犰狳兽 | 野猪兽     | 塞皮克兽 | 树蛙兽   | 挖掘兽   | 无齿翼龙兽 | 潜艇兽   | 绵羊兽   | 海马兽   | 大象兽   | 变色龙兽       | Ｎ／Ａ    |
| 巴达兽 | 巴罗兽     | 剑龙兽   | 雨披兽   | 飞蛾兽   | 蝙蝠兽     | 蝠鲼兽   | 天马兽   | 翻车鱼兽 | 犀牛兽   | 土拨鼠兽       | Ｎ／Ａ    |
| 迪路兽 | 猞猁兽     | 兔仔兽   | 歌舞伎兽 | 蝴蝶兽   | 天鹅兽     | 海王龙兽 | 山羊兽   | 纳芙蒂兽 | 铠龙兽   | 负鼠兽         | Ｎ／Ａ    |
| 蠕虫兽 | 阴影龙兽   | 刺鼹鼠兽 | 稻草人兽 | 搜索兽   | 猫头鹰兽   | 古海龟兽 | 公牛兽   | 羽蛇兽   | 金刚杵兽 | 爱精灵兽       | Ｎ／Ａ    |
| 蠕虫兽 | 阴影龙兽   | 刺鼹鼠兽 | 稻草人兽 | 搜索兽   | 猫头鹰兽   | 古海龟兽 | 公牛兽   | 羽蛇兽   | 金刚杵兽 | 爱精灵兽（绿） | Ｎ／Ａ    |
| 梗犬兽 | Ｎ／Ａ     | Ｎ／Ａ   | Ｎ／Ａ   | Ｎ／Ａ   | Ｎ／Ａ     | Ｎ／Ａ   | Ｎ／Ａ   | Ｎ／Ａ   | Ｎ／Ａ   | Ｎ／Ａ         | 疾速兽    |
| Ｎ／Ａ | 烈焰巫师兽 | 雷鸟兽   | Ｎ／Ａ   | Ｎ／Ａ   | Ｎ／Ａ     | Ｎ／Ａ   | Ｎ／Ａ   | Ｎ／Ａ   | Ｎ／Ａ   | Ｎ／Ａ         | Ｎ／Ａ    |
| Ｎ／Ａ | 沙罗曼蛇兽 | 建机兽   | Ｎ／Ａ   | Ｎ／Ａ   | Ｎ／Ａ     | Ｎ／Ａ   | Ｎ／Ａ   | Ｎ／Ａ   | Ｎ／Ａ   | Ｎ／Ａ         | Ｎ／Ａ    |

### 神圣环
神圣环（ホーリーリング，Holy Ring）是赐予数码兽神圣力量，激发能力的不可思议的物品。佩戴该环的数码兽被认为是「神圣系」数码兽，不过也有天使系数码兽不佩戴的情况。由于拥有「神圣」的资质，所以作为其力量的象征，就拥有了名为「神圣环」的印证。神圣环的由来有很多种，如行善就进化成了持有神圣环的数码兽。环上数码文字意思为「数码怪兽（Digital Monster）」。
| 数码兽           | 等级   | 类型            | 属性      | 身体所佩戴位置         | 数量 |
| ---------------- | ------ | --------------- | --------- | ---------------------- | ---- |
| 梦貘兽           | 成长期 | 圣兽型          | 疫苗      | 左前腿                 | 1    |
| 幼狮兽           | 成长期 | 圣兽型          | 疫苗      | 颈                     | 1    |
| 管狐兽           | 成长期 | 圣兽型          | 疫苗      | 缠绕的为「神圣弹壳」   | 1    |
| 管狐兽           | 成长期 | 圣兽型          | 疫苗      | 颈、尾部为「神圣弹壳」 | 1    |
| 普罗特兽         | 成长期 | 哺乳类型        | 疫苗/数据 | 颈                     | 1    |
| 普罗特兽X        | 成长期 | 哺乳类型        | 疫苗      | 颈                     | 1    |
| 迪路兽           | 成熟期 | 圣兽型          | 疫苗/自由 | 尾                     | 1    |
| 迪路兽X          | 成熟期 | 圣兽型          | 疫苗      | 胸                     | 1    |
| 哈奴兽           | 成熟期 | 兽人型          | 疫苗      | 左食指                 | 1    |
| 疾速兽           | 装甲体 | 圣骑士型        | 疫苗      | 双大腿                 | 2    |
| 八咫乌兽         | 完全体 | 妖鸟型          | 疫苗      | 腰                     | 1    |
| 天女兽           | 完全体 | 大天使型/天使型 | 疫苗/自由 | 左踝                   | 1    |
| 神圣天使兽       | 完全体 | 大天使型        | 疫苗      | 右腕                   | 1    |
| 鹦鹉兽           | 完全体 | 巨鸟型          | 疫苗      | 双踝                   | 2    |
| 公爵兽           | 究极体 | 圣骑士型        | 病毒      | 圣盾「埃癸斯」边缘     | 1    |
| 番长狮子兽       | 究极体 | 兽人型          | 疫苗      | 尾                     | 1    |
| 混沌兽           | 究极体 | 特异型          | 疫苗      | 右前臂                 | 1    |
| 混沌兽：瓦尔德臂 | 究极体 | 特异型          | 疫苗      | 右前臂                 | 1    |
| 究极混沌兽       | 究极体 | 特异型          | 不明      | 左腕                   | 1    |
| 海天使兽         | 究极体 | 妖精型          | 疫苗      | 颈                     | 1    |
| 拉结尔兽         | 究极体 | 座天使型        | 疫苗      | 尾                     | 1    |
| 智天使兽（善）   | 究极体 | 智天使型        | 疫苗      | 双耳                   | 2    |
| 神龙兽           | 究极体 | 圣龙型          | 疫苗      | 双上臂                 | 2    |
| 神龙兽X          | 究极体 | 圣龙型          | 疫苗      | 双上臂                 | 2    |
| 凤凰兽           | 究极体 | 圣兽型          | 疫苗      | 双踝                   | 2    |
| 凤凰兽X          | 究极体 | 圣兽型          | 疫苗      | 双踝、翼               | 12   |
| 光明兽           | 成长期 | 天使型          | 疫苗      | 双腕、双踝             | 4    |
| 光明兽X          | 究极体 | 魔王型          | 病毒      | 双腕、双踝             | 4    |

### ARMS
ARMS，Artificial Monsters的简称。是数码兽研究者们所创造出的人工数字生命体。研究者们模仿数码兽的生态和进化过程而创造他们，作为人类首个「数字生物武器」而备受关注。ARMS本身没有意志，但隐藏着与数码兽同等的强大力量，人们称赞其实用性的同时，畏惧其危险性的声音也很高涨。在军事利用方面，初期被制造的两个ARMS后被称为「ZERO-ARMS: 格拉尼（Grani）」和「ZERO-ARMS: 大蛇（Orochi）」。

### 進化
进化（Shinka，Evolution，Digivolution）是数码兽成长和发展的过程。在进化的过程中，数码兽通常能在演化阶段转换成更强大的种类。数码兽在自然环境下可以通过累计数据和能量达成进化，但会受到环境等因素的影响，往往这种进化形态较为稳定，因此不容易退化；然而在与靠着与拥有携带机的人类合作，也可以通过触发人类的情绪或能量的方式，使用终端器或者类似的使数码兽进化到一个更高的阶段。
数码兽的进化是多线路的，自然的进化通常情况下是不会退化的，由于人工进化是短期临时的“人工性的”聚集资料达到的，所以形态并不稳定，往往会退化。同时根据驯兽师的喂食、照顾、战斗等各种育成条件会影响进化的方向性。不同的育成方法能够练就出各种不同进化的数码兽。一只数码兽并非只有一种进化，可能有三种、甚至是五种，而这些都靠你的照顾方式来决定变成哪只。

#### 合步进化
Jogress（合步）是由Joint（联合）及Progress（进步、发展）构成的合成词，又称「联展」。最初设定上数码兽之间合体，向上进化一个等级的技术称为「合步」，而等级没有变化则称为「合体」。但在液晶玩具数码兽摇摆机中将两种情况均称为「合步」，因此后来得到统一。成熟期以上的数码兽，可以以成熟期＋成熟期、成熟期＋完全体、完全体＋完全体、究极体＋究极体等形式完成合步。不是任何数码兽都能进行合步，数码兽之间还存在相性等因素。其中究极体之间的合步，更是仅限屈指可数的数码兽使用。而最近三体以上数码兽同时合步的技术也出现了。另外，合步后的数码兽不以「合步体」等称呼，以普通的等级名称呼。不过仅限究极体，有时也被称为「合体究极体」。

#### 装甲进化
数码世界创世之初，在被称为「古代数码世界时期」繁荣的「古代种」数码兽才能使用的进化成为装甲进化（Armor Evolution）。古代种数码兽使用名为「数码精神」的蕴藏着进化能量的道具进化。力量方面相当于成熟期水平，但根据进化前数码兽的资质和与数码精神的相性，有时也具有相当于完全体甚至究极体的力量。相反地如果相性不合，有时也会进化成力量失控的凶暴数码兽。装甲进化后的数码兽被称为「装甲体（Armor）」。

#### 黑暗进化
愤怒、憎恨、悲伤等「负能量」对数码兽的「数码核」产生影响，会让他们进化成邪恶的存在。不过，邪恶的进化并不意味着是「错误的进化」。除此之外，「数码兽的感情」会影响进化的例子也屡见不鲜。

#### 魂进化
「斗士之魂」看上似乎与「数码精神」有点相似，不过存在着很大的不同之处。这就在于能否「将模拟信号的人类所拥有的可能性变换乘算成数字生命体」。变换乘算——也就是将人类分解为数字数据矩阵，与数码兽融合。不过，并非只与人类融合才发挥效力，即使将数码兽作为媒介也会发挥「斗士之魂」的效果。此外，兽形态斗士之魂与人形态斗士之魂互相调和转移进化（Slide Evolution），通过融合触发双魂进化（Double Spirit Evolution）、超魂进化（Hyper Spirit Evolution）、古魂进化（Ancient Spirit Evolution）等，还能向更高阶段进化。

#### 转移进化
转移进化（Slide Evolution）是数码兽在同等级变身为别的种族。相对于形态转换（Mode Change）是改写数码核内的数据，转移进化是将数码核本身完全改写成另一只数码兽的数码核，是更加惊人的事象。

#### 形态转换
形态转换（Mode Change）是同一数码兽保持同一等级觉醒别的力量的行为。是为数码兽有意地改写自身数码核内数据的惊人现象，体色和形状都会大幅度改变。

#### 特殊变异
在数码兽中存在十分罕见的向同等级数码兽进化的情况（成熟期向成熟期进化等）。这是仅在满足特殊条件的情况下发生的现象，详情不明。该名称也非正式，可能与数码兽的类型之一「突然变异型」数码兽有关。

#### X进化
具有高度导出「数码核」内信息能力的「X抗体」成为完成体时发生的进化称为「X进化（X-Evolution）」。能够最大限度激发出数码兽所拥有的潜在能力，发挥出超越原来形态的力量。

#### 死之X进化
死之X进化（Death-X-Evolution）是实施于原型数码兽第一实验体「多路系列」的即使死亡也要通过摄取其他数码兽数码核进行反复进化的，持续生存的改造。发生于受「X抗体」的影响其沉睡的信息被导出。

#### 突风进化
突风进化（Blast Evolution）是指短时间的一种临时进化，进行突风进化的究极体可以变形为更加强大的究极体形态。

#### 爆裂进化
爆裂进化（Burst Evolution）是一种类似突风进化和形态转换的进化模式。一只究极体数码兽被冲入极大质量的数码之魂后，就可进化成更有力量的自身变种，身体旁经常包裹有能量环。当处于这种形态下，数码兽可能会耗光出他们所有的力量退化回数码蛋。

#### 生化进化
混合生化进化（Hyper Bio Evolution）是种人类将数码兽的数据灌输进自身DNA从而进化成各自形态的完全体数码兽的进化过程。还存在进化成究极体的进阶版本混合生化高阶进化（Hyper Bio Extra Evolution）。

#### 拟似进化
拟似进化（Pseudo Evolution）是种用人工的数码之魂或者其他媒介来进化成数码兽的进化方式。

#### 数码合体
数码合体（DigiXros）是一种和进化有关的过程，是将多个的数码兽融合成一个单体的联合实体，通常被某只部件数码兽所掌控行动。与「合步进化」相比采用其他手法不仅增强了力量，而且让数码合体的数码兽通过组合变成表现为各种各样姿态的特征。与数码合体类似的能量还有「吸收合体」。通过数码合体数码兽之间相互来往也成为可能。成为中心的数码兽的体力和精神力耗尽的话，数码合体就解散了。

### 阶段
数码兽有进化阶段，基本上从诞生开始依次为分为：幼年期Ⅰ（也被称为幼年期前期）、幼年期Ⅱ（也被称为幼年期后期）、成长期、成熟期、完全体、究极体六个阶段。也有例外的阶段，如装甲体、混合体、超究极体、不明、无（-）等分类。也有其他一部分数码兽进化阶段虽然不改变，但力量全开和改变性质的如“某某兽：某某形态”等的形态存在（作为例外的几个，虽然存在形态改变的话进化阶段会变化的数码兽，但这被认为是形态改变和进化阶段的变化同时在进行）。基本上随着阶段的提升战斗力也变得越强大，究极体就已经达到顶点了，不过作为幼年期或成长期却凌驾于普通究极体数码兽的阿卡迪兽和光明兽等也属于例外。

#### 幼年期Ⅰ
从「数码蛋」中孵化的幼年期Ⅰ，幼年期Ⅰ的数码兽身体构成数据还不稳定。力量很弱，无法战斗，因此在该时期夭折的数码兽也不在少数。幼年期Ⅰ和Ⅱ也可合并称为幼年期（Baby）。

#### 幼年期Ⅱ
幼年期Ⅰ持续时间很短，数小时后即完成向幼年期Ⅱ的进化。这时身体构成数据已经稳定，但仍不能战斗。隐藏着所有进化的可能性。幼年期Ⅰ和Ⅱ也可合并称为幼年期（Baby）。

#### 成長期
到了成长期（Child），智力发达，有了一定战力，并开始觉醒作为数码兽「战斗」本能，各种数码兽的特征开始显现。还处于成长途中的姿态，根据培育方式的不同进化后的姿态会有很大不同。

#### 成熟期
成熟期（Adult）拥有更成熟的肉体，智力也更加发达，可以说是最稳定的完成形态。从整体来看，该等级的数码兽个体数是最多的，大多数数码兽成长到该等级停止进化。成熟期力量也变得很强，但出现了强烈个体差异，因此某种数码兽反而比成长期弱的情况也会出现。

#### 完全體
成熟期中拥有突出能力的数码兽能向完全体（Perfect）进化。不过，并非一定能进化成完全体，只有在日夜激战的数码世界那弱肉强食的残酷环境中幸存下来的强者才能进化。野生的情况多为族群中的首领。

#### 究極體
完全体突破自身的极限还能进一步进化成究极体（Ultimate），然而能够走到这一步的数码兽屈指可数，通常到成熟期，幸运的话到完全体就会迎来死亡。究极体的构成数据量难以想象，与完全体不同喜欢单独行动，形成族群的情况非常罕见。强度不可估量，倘若在现实世界作为武器被利用的话后果将不堪设想，想必会招致大规模的灾害。

#### 超究極體
作为等级，究极体是最上位，但存在着「拥有超越究极体力量」的个体存在，是普通数码兽无论怎样进化都不可能达到的最高领域，超究极体存在本身拥有撼动和破坏数码世界生态系统平衡的力量。官方图鉴并未把超究极体（Super Ultimate）归为独立等级，只记录在数码兽名称和设定中。

#### 裝甲體
古代种（后裔）和身体残留有古代种遗传基因数据的部分现代种数码兽使用「数码精神」通过「融合」（Digimental Up），借用蕴藏在数码精神中火和水等元素的力量，装甲进化成被称为「装甲体（Armor）」形态的种族。

#### 混合體
「斗士之魂（Spirit）」据说是「古代数码世界时期」曾经拯救世界的「十斗士」数码兽预测到未来可能引发的危机，并将自己的能力封印起来分散到世界各地而流传下来的道具。而解放「斗士之魂」并进化的数码兽被称为「混合体（Hybrid）」。

### 生态
数码兽的身体由如同细胞核元素的数码核（Digicore）、构成其信息基础的骨格线框模型（Wire Frame）以及作为皮肤的紋理（Texture）构成。数码兽的外形决定于数码兽自身从计算机上的数据种读取并学习，以及人类在计算机上制作。吸收自工具和游戏等各种各样的软件。数码兽主要吃数码世界上的食物生活，甚至吸收网络上的各种数据和程序作为食饵。另外，为了维持数码兽的生命活动，需要电量，这相当于人类所必须的氧气。数码兽与现实中的生物一样从蛋（数码蛋，Digitama）中诞生，会因为生病、受伤等外部因素死亡或寿终正寝。虽然也有老实性情的数码兽，但因为野生的本能基本上是斗争心强的种族，也有被称为“战斗种族”和“战斗种”，数码世界大致通常充满着战斗。数码兽在成长过程中可向更加强有力的（和根据情况向更加弱的）形态进化，这种“进化”与现实的生物进化有所差异，可以说是其个体大幅替换构成自身的数据而成长。到成熟期，原本持有的基因、生活方式和战斗经验、居住环境等变化，产生了各种各样的进化形态分支。成熟期以上的数码兽与其他数码兽战斗，胜利并提升胜率可以进化为力量更强的完全体和究极体数码兽。另外，忍受着残酷的环境变化也会对今后的完全体、究极体进化产生影响。数码兽基本上以年龄进化，进化的平均年龄由各等级决定着。另外还存在着被称为“合步（Jogress）”的数码兽之间的合体，装备道具和摄取等进化。虽然从外观和性格等可以看出性别一样的东西，但实际上数码兽没有性别的概念。正因为不进行繁殖，所以多数情况下没有結婚和家庭等概念。一般只是在弥留之际留下誊写着自己数据的数码蛋。在早期的设定当中，野生数码兽拥有如同一般计算机病毒一样的自我繁殖能力。

### 属性
大部分数码兽分类成疫苗（Vaccine）、数据（Data）和病毒（Virus）三种属性，分别简称为Va、Da和Vi。他们的相克关系是：疫苗→病毒→数据→疫苗。也有例外的属性，如可变（Variable）、自由（Free）、不明（Unknown）和无（-）等分类，大多是古代种。作为角色，一般情况下主人公一边的属于“善”的数码兽多数为疫苗种，反过来反面角色多数为病毒种。

### DNA
DNA（Digimon Natural Ability，数码兽自然能力）是存在于数码兽身体里的如基因般的东西，有龙、兽、鸟、虫、黑暗、圣、水、机械等八种存在。这些也被包含在数码兽摄取的电中，并影响着数码兽的进化。也可以使用通电传感器，从人体和外部媒体流淌的电中提取DNA。

### 种族
各个数码兽根据研究者的观点称为“某某数码兽”，还称为“某某型数码兽”。这些系统由数码兽所包含的“基因”数据所决定。不过各作品内有时会草率地区分类型，不是说各作品有差异，类型不统一，而是并没有固定。

### 所属
数码兽所从属于的势力或组织。目前已经形成的势力或组织有：皇家骑士团、奥林匹斯十二神族、三大天使、七大魔王、十斗士、四圣兽、十二神将、四大龙、D-旅团、番长、钢之帝国、破解队、三枪手、巨死星、武器数码兽等。

### 合金
时之数码合金（クロンデジゾイド，Chrondigizoid。又写作：，Chrondigizoit Metal）由「黄龙矿（Huanglong Ore）」中诞生的一种虚构的金属（假想金属）「时之数码金属（Chrondigizoit）」所制成的合金。正式名称是「时之数码金属混合有机体合金」（Chrondigizoit Hybrid Organism Alloy），简称「CHO-合金（超合金）」。
用这种兼具时之数码金属硬度和生物所拥有的柔性的超金属，与数码兽一体化，可以化为活体金属。因此除了作为武器和防具的材料，还可以利用在改造型和机械型数码兽的部件上。
| 种类             | 英文名             | 描述 |
| ---------------- | ------------------ | --- |
| 数码金属         | Digizoit Metal     | 以无与伦比的绝对硬度为傲的特殊矿石「黄龙矿」的特性，拥有绝对防御能力，但对数码兽伴有较高不适的比重。         |
| 蓝色数码合金     | Blue Digizoid      | 由罕见的「蓝色数码金属」加工而成。纯度最低，但重量轻所以速度和机动性优秀。                                   |
| 红色数码合金     | Red Digizoid       | 反复精炼「红色数码金属」制成，仅从硬度方面提升，但相对的重量却也增加了。                                     |
| 黄金数码合金     | Gold Digizoid      | 防御能力超高且轻量，且连数据分解系等攻击都能抵御的绝对防御状态。可以像肌肉一样锻炼成长，但疏于锻炼则会退化。 |
| 褐色数码合金     | Brown Digizoid     | 兼具硬度与柔韧性，防御力和爆发力均得到提升。                                                                 |
| 黑色数码合金     | Black Digizoid     | 硬度保持不变，数码世界的主计算机世界树编码操作所变化而成，允许数码兽将其武器数据存储进去。                   |
| 黑曜石数码合金   | Obsidian Digizoid  | 拥有独特的切断特性，由「黑色数码金属」精制而成，根据加工方法的不同也可制成「黑色数码合金」。                 |
| 无垢的数码合金   | Pure Digizoid      | 对于坚韧的生物体和棘手的狰狞性，可以抑制其运动能力。                                                         |
| 赛普拉斯数码合金 | Cyplasium Digizoid | 具有纳米机器自我修复的功能和加电负荷后变轻的特殊性质。                                                       |
| 被诅咒的数码合金 | Cursed Digizoid    | 未知 |

### 领域
数码兽在适应的领域内属性会上升，在不适应的领域内属性则会下降。数码兽可以有一个或多个适应领域。
| 领域     | 英文名             | 符号 | 适应领域                           | 描述                                     |
| -------- | ------------------ | ---- | ---------------------------------- | ---------------------------------------- |
| 自然灵魂 | Nature Spirits     | NSp  | 自然界（通常指陆地、草原、高原等） | 普通型的怪兽、野兽。                     |
| 深海救星 | Deep Savers        | DS   | 水域地带和深海                     | 水生或冰川数码兽。                       |
| 噩梦军团 | Nightmare Soldiers | NSo  | 黑暗地区和雾幻地区                 | 黑暗、亡魂型、怪物型或妖怪魔鬼型数码兽。 |
| 风之守卫 | Wind Guardians     | WG   | 天空                               | 飞行、空中或植物数码兽。                 |
| 钢之帝国 | Metal Empire       | ME   | 钢系地区                           | 机械、半机械或电子数码兽。               |
| 病毒克星 | Virus Busters      | VB   | 所有地区，主要是光明地区           | 正义或天使型数码兽。                     |
| 龙之咆哮 | Dragons Roar       | DR   | 几乎所有                           | 龙型数码兽。                             |
| 丛林骑兵 | Jungle Troopers    | JT   | 丛林、森林、木系地区               | 植物型、虫型数码兽。                     |
| 黑暗区域 | Dark Area          | DA   | 黑暗、暗系地区                     | 邪恶型、恶魔型、恐怖型或魔王型数码兽。   |
| 未知领域 | Unknown            | UK   | 所有                               | 突变型、异常型或奇怪的数码兽。           |

## 数码兽利用者
数码兽利用者（网络使用者，Networker）：包括以驯兽师为首，存在着各种利用者。因为黑客（Hacker）在计算机上的网络犯罪行为（Cyber Terrorism），具备人工智能的病毒扩散开来，这就是数码兽的开始。这种病毒吸收世界上的数据改变外形和性格成为生物的模样，这样便成了数码兽。在个人计算机上使用数码兽捕获器（Digimon Capture）软件映射到数码世界，就变成了寻找野生数码兽。被发现的数码兽被捕获到一种叫数码兽装载器（Digimon Loader）的软件中，由数码蛋的状态转移为数码兽的原貌并随身携带，变得任何时候都可以进行对战。

## 平行世界
研究者通过对数码世界研究的发展，推测到了所谓「平行世界」的存在。一方面，现在认为以数码世界为中心散布着，干涉的视角和时间都不相同，因此不同平行世界将数码世界认知成不同模样的可能性很高。另一方面，不同平行世界的研究者干涉和数码世界构造集群化，也成为产生更多黑箱的主要原因，甚至产生了数码世界发生问题会在不同平行世界的现实世界引发事象的因果关系。
| 平行世界的现实世界                 | 平行世界的现实世界和数码世界的不同接触点                                                                                                 | 平行世界的现实世界对数码世界的不同认知                                                                        |
| ---------------------------------- | --- | --- |
| 平行世界A的现实世界的时间轴和视角→ | →平行世界A的现实世界与数码世界的接触（发现）→ →我们生活的现实世界与数码世界的接触（发现）→ →平行世界B的现实世界与数码世界的接触（发现）→ | →平行世界A的现实世界对数码世界的认知 →我们生活的现实世界对数码世界的认知 →平行世界B的现实世界对数码世界的认知 |
| 我们生活的现实世界的时间轴和视角→  | →平行世界A的现实世界与数码世界的接触（发现）→ →我们生活的现实世界与数码世界的接触（发现）→ →平行世界B的现实世界与数码世界的接触（发现）→ | →平行世界A的现实世界对数码世界的认知 →我们生活的现实世界对数码世界的认知 →平行世界B的现实世界对数码世界的认知 |
| 平行世界B的现实世界的时间轴和视角→ | →平行世界A的现实世界与数码世界的接触（发现）→ →我们生活的现实世界与数码世界的接触（发现）→ →平行世界B的现实世界与数码世界的接触（发现）→ | →平行世界A的现实世界对数码世界的认知 →我们生活的现实世界对数码世界的认知 →平行世界B的现实世界对数码世界的认知 |

## 数码世界
数码世界（Digital World）是从携带机游戏系列开始的跨媒体作品群“数码怪兽（Digital Monster）”中登场的虚构世界。广义上是指“网络空间（電脳空間）”，不过狭义上是指存在于这个空间的行星般的球状世界。“数码世界”这个名称虽然是动画中的原创，不过在其他媒体（游戏、卡片、漫画等）中被称作“数码兽世界”。2003年发售的携带机数码兽摇摆机X中以“NEW数码世界”为名首次使用在动画以外的媒体，从2006年动画《数码兽拯救者》以后开始统一使用“数码世界”的名称。

### 中核
中核（Kernel）是数码世界的中心部，也是神之领域。是存在于数码世界中更高的维度，据说演算着整个数码世界数据的场所。三大天使拥有着守护中核的使命，并统治着所有天使型数码兽。由天使兽系数码兽组成的众神军团（众神队列），传闻在数码世界数次遭受危机的时候，会率领同类数码兽降临，将一切净化。

### 网络之海
网络之海（Net Ocean）是比喻表现，实际上是数据集合体，也就是大数据。网络上聚集着来自全世界各种各样的数据，流入的信息变化也会影响数码兽进化。现在数码世界里，网络之海承担着隔开各数码世界「墙壁」一般的职责，守护各数码世界不发生巨大环境变化的存在。分为浅海、深海与超深海，在海底还藏有数码之宝（Digi-Treasure），深海处接近于黑暗区域。另外还有数码河川的存在。是数码兽的发祥地、数码兽诞生之地。守护神是古代人鱼兽。

### 各数码世界

#### 旧数码世界
旧数码世界（旧デジタルワールド）与我们所居住的地球同样存在大陆和海洋。在2003年数码兽摇摆机X系列中明确，旧数码世界是在广阔的空间中飘浮的一颗如行星般的球状世界，以及扮演着存在于我们世界的计算机服务器的角色。另外，文件岛和文件夹大陆等只是存在各自单独的地图，不过到了2007年街机游戏「数码兽战斗终端」的第2弹，首次登场了各种岛屿和大陆集合的广阔领域的地图。旧数码世界分为：文件岛（File Island）、文件夹大陆（Folder Continent）、万维网大陆（WWW Continent）、服务器大陆（Server Continent）、神之森（Forest of the Gods）、废坑（Trash Hole）、恶魔谷（Demon's Valley）、目录大陆（Directory Continent）、网页岛（Web Island）等区域。

##### 世界树
世界树（Yggdrasill）是主计算机，同时也被称为数码世界的神（デジタルワールドの神）。首次登场于万代发售的携带游戏机“数码兽摇摆机X”系列的背景故事《数码兽编年史》中，之后设定被反复使用，成为了数码世界名义上的神。

##### 文件岛
文件岛（File Island）在信息刊载杂志上首次登场。并不是一座十分大的岛，周围被虚构的海包围着，岛中央耸立着一座无限山。虽然小但却是由冰雪气候（冰冻大陆）、热带雨林（热带雨林地区）、热带气候（齿轮热带草原地区）、峡谷地带（大峡谷地区）等各种各样的环境凝结混合在一起的。

##### 文件夹大陆
文件夹大陆（Folder Continent）在初代摇摆机系列中首次登场，存在广泛区域地图。其中编码器遗迹（Codec Site）是白虎兽所在地。

##### 万维网大陆
万维网大陆（WWW Continent）在数码兽战斗终端中的广泛区域地图中首次登场。在《数码兽战阵》中改名为网页大陆（Web Continent），不过奥古杜兽的资料中依旧是万维网大陆。其中汇编塔（Assembler Tower）是青龙兽所在地，启动火山（Boot Volcano）是朱雀兽所在地。

##### 伺服器大陆
伺服器大陆（Server Continent）是第三个被发现的大陆，这个大陆居然是文件夹大陆的100倍以上因此谜团众多。大部分的幼年期Ⅰ、幼年期Ⅱ、成长期、成熟期、完全体栖息在广阔的沙漠地带。

##### 神之森
神之森（Forest of the Gods）在数码兽战斗终端中的广泛区域地图中首次登场，其中脚本森林（Script Forest）是玄武兽所在地。

##### 废坑
废坑（Trash Hole）是在数码世界中间地区浮现的一座未知岛上出现的一道坑，黄龙兽的所在地。

##### 恶魔谷
恶魔谷（Demon's Valley）是在数码世界中间地区浮现的一座未知岛上出现的一座峡谷，奥古杜兽的所在地。